# Instituto Catequista Dolores Sopeña
El Instituto Catequista Dolores Sopeña es una congregación religiosa católica femenina, de vida apostólica y de derecho pontificio, fundada por la religiosa española María Dolores Rodríguez Sopeña, en Toledo, en 1901. A las religiosas de este instituto se les conoce como damas catequistas y posponen a sus nombres las siglas I.C.D.S.

## Historia

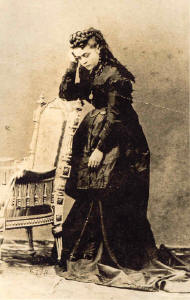
María Dolores Rodríguez Sopeña (1848-1918), fundadora de la congregación, es venerada como beata en la Iglesia católica.

La joven española María Dolores Rodríguez Sopeña desde su infancia sintió atracción por el servicio a los pobres. A partir de 1869, se dedicó a la formación catequética en Puerto Rico, a donde había tenido que trasladarse por motivos laborales de su padre. Ella misma compuso diversos manuales de catequesis para encarcelados y enfermos. Cuando regresó a España siguió con su trabajo en las periferias de Madrid. A ella se unieron algunas jóvenes, con las cuales el 31 de octubre de 1901, en Toledo, inició una congregación religiosa con el nombre de Compañía de Catequesis, con la aprobación del obispo de esa ciudad.
La compañía se difundió rápidamente por España. El papa Pío X, mediante decretum laudis, del 28 de agosto de 1905, elevó el instituto a congregación religiosa de derecho pontificio. El Anuario Pontificio de 2015 recoge su nombre como Instituto Catequista Dolores Sopeña, en honor a la fundadora, que fue beatificada por el papa Juan Pablo II el 23 de marzo de 2003.

## Organización
El Instituto Catequista Dolores Sopeña es una congregación religiosa de derecho pontificio, internacional y centralizada, cuyo gobierno es ejercido por una superiora general. La sede central se encuentra en Madrid (España).
Las damas catequistas se dedican a la educación e instrucción cristianas de la juventud, con especial presencia en el mundo penitenciario femenino. En 2015, el instituto contaba con 165 religiosas y 20 comunidades, presentes en Argentina, Chile, Colombia, Cuba, Ecuador, España, Italia y México.